# Anthony C. Ferrante

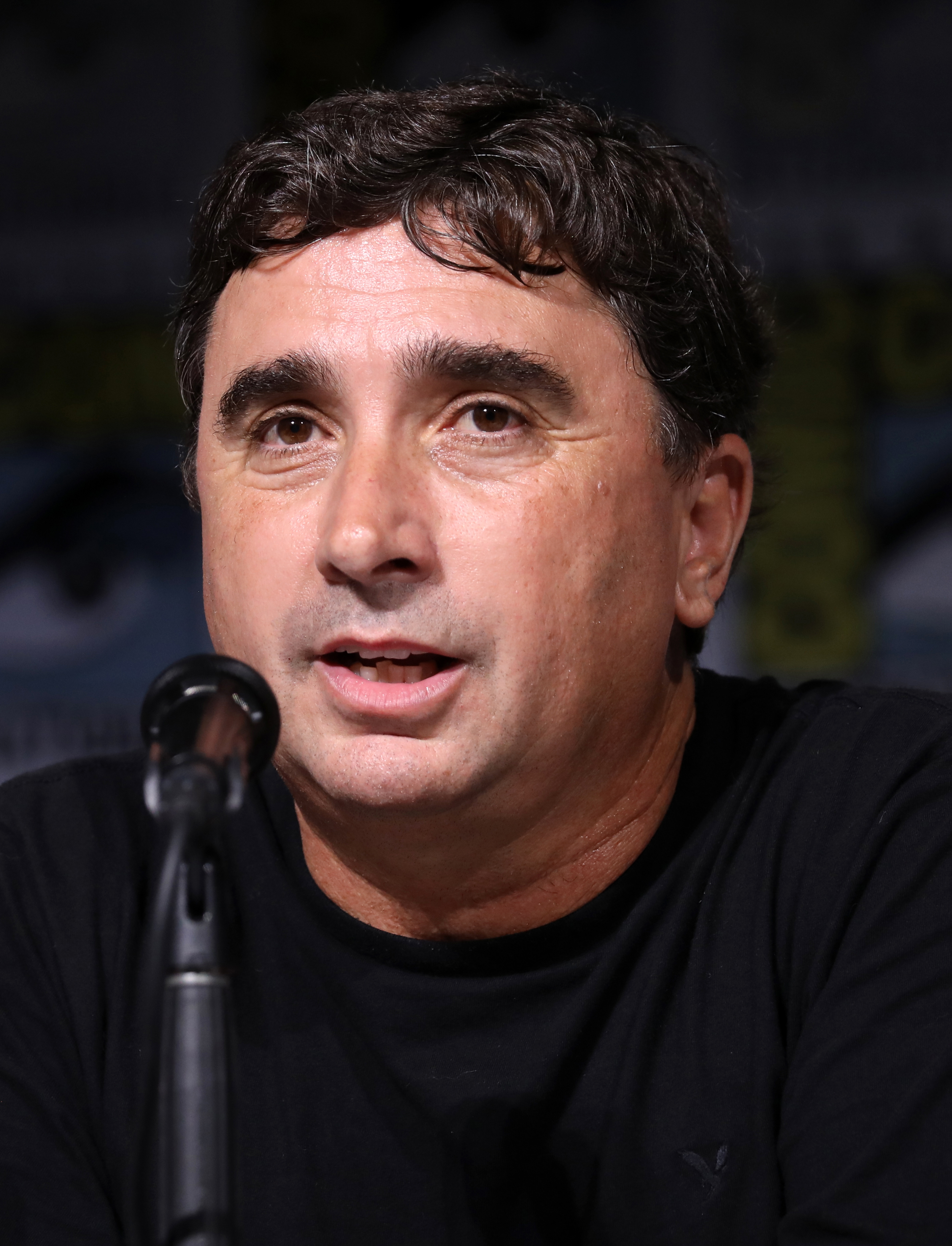
Anthony C. Ferrante (2023)

Anthony C. Ferrante (* 30. Juli in Antioch, Kalifornien) ist ein US-amerikanischer Filmschaffender und Filmschauspieler. Er wurde einem breiten Publikum als Regisseur der Sharknado-Filmreihe, bestehend aus Sharknado – Genug gesagt!, Sharknado 2, Sharknado 3, Sharknado 4, Sharknado 5: Global Swarming und Sharknado 6: The Last One, bekannt.

## Leben
Ferrante wurde im kalifornischen Antioch geboren, wo er auch aufwuchs. Während seiner Zeit an der Antioch High School belegte er einen Filmstudienkurs am Los Medanos College. Er erlangte seinen Bachelor of Arts in Film an der San Francisco State University. Während seiner Zeit am El Campanil Theatre realisierte er seinen ersten Film. Als Schauspieler stand er in einer kleineren Rolle bereits 1987 im Film Zombie – Bloody Demons vor der Kamera.
Mit Beginn der 1990er Jahre trat er regelmäßig als Regisseur, Drehbuchautor, Produzent und Filmeditor in Erscheinung. Immer wieder übernimmt er auch kleinere Filmrollen in seinen Filmen. 2005 fungierte er als Regisseur und Drehbuchautor an Boo. In selben Funktionen wirkte er 2007 am Horrorfilm Headless Horseman – Der kopflose Reiter mit. 2012 verfasste er das Drehbuch für Ghost Horror House – The Leroux Spirit Massacre. Am bekanntesten wurde er durch die Regie in Sharknado – Genug gesagt!, Sharknado 2, Sharknado 3, Sharknado 4, Sharknado 5: Global Swarming und Sharknado 6: The Last One. Allerdings realisierte er schon davor Filme für das Filmstudio The Asylum, die sich vor allem auf Mockbuster und Low-Budget-Filmen spezialisiert haben. So fungierte er unter anderen 2013 in Hänsel und Gretel als Regisseur und verfasste im selben Jahr das Drehbuch für Attila – Master of an Empire. 2021 schrieb er das Drehbuch für Swim – Schwimm um dein Leben!. 2023 verfasste er das Drehbuch für Blind Waters und übernahm außerdem die Regie.

## Filmografie (Auswahl)

### Regie
- 1990: The Dead Beat Volume 1
- 1997: God Talk (Kurzfilm)
- 2001: The Surreal World: Tatooine Episode 1.5 (Kurzfilm)
- 2005: Scream and Run (Boo)
- 2007: Headless Horseman – Der kopflose Reiter (Headless Horseman)
- 2009: The Five Stages of Grief of a TV Guest Star (Kurzfilm)
- 2010: Para-Homeless Activity (Kurzfilm)
- 2011: Project RCVR (Fernsehserie)
- 2013: Hänsel und Gretel (Hansel & Gretel)
- 2013: Sharknado – Genug gesagt! (Sharknado, Fernsehfilm)
- 2013: Hello Hero: Holding Out for a Hero (Kurzfilm)
- 2014: Sharknado 2 (Sharknado 2: The Second One, Fernsehfilm)
- 2014: XL Energy Drink Commercial (Kurzfilm)
- 2015: Sharknado 3 (Sharknado 3: Oh Hell No!, Fernsehfilm)
- 2015–2016: No Sleep TV3 (Fernsehserie, 8 Episoden)
- 2016: Killer Deal (Kurzfilm)
- 2016: Sharknado 4 (Sharknado: The 4th Awakens, Fernsehfilm)
- 2016: XL Commercial 2016: Dance War (Kurzfilm)
- 2016: XL Commercial 2016: Ice (Kurzfilm)
- 2017: Forgotten Evil (Fernsehfilm)
- 2017: Sharknado 5: Global Swarming (Fernsehfilm)
- 2018: Sharknado 6: The Last One (The Last Sharknado: It’s About Time, Fernsehfilm)
- 2018: XL Energy: Agent XL (Kurzfilm)
- 2019: Zombie Tidal Wave
- 2020: Stalked by My Husband’s Ex (Fernsehfilm)
- 2020: Beaus of Holly (Fernsehfilm)
- 2022: Framed by My Sister (Fernsehfilm)
- 2022: Time Pirates
- 2022: Nix
- 2022: Crown Prince of Christmas (Fernsehfilm)
- 2023: Butch vs. Sundance
- 2023: Blind Waters
- 2023: Dante’s Hotel
- 2023: 12 Games of Christmas
- 2025: Great White Waters

### Drehbuch
- 1990: The Dead Beat Volume 1
- 1991: The Dead Beat Volume 2
- 1997: God Talk (Kurzfilm)
- 2001: The Surreal World: Tatooine Episode 1.5 (Kurzfilm)
- 2005: Scream and Run (Boo)
- 2007: Headless Horseman – Der kopflose Reiter (Headless Horseman)
- 2009: The Five Stages of Grief of a TV Guest Star (Kurzfilm)
- 2010: House of Bones (Fernsehfilm)
- 2010: Para-Homeless Activity (Kurzfilm)
- 2011: Scream of the Banshee (Fernsehfilm)
- 2011: Project RCVR (Fernsehserie)
- 2012: Leprechaun’s Revenge (Fernsehfilm)
- 2012: Haunted High (Fernsehfilm)
- 2012: Ghost Horror House – The Leroux Spirit Massacre (American Horror House, Fernsehfilm)
- 2013: Hello Hero: Holding Out for a Hero (Kurzfilm)
- 2013: Attila – Master of an Empire (Attila)
- 2014: XL Energy Drink Commercial (Kurzfilm)
- 2016: Killer Deal (Kurzfilm)
- 2017: Forgotten Evil (Fernsehfilm)
- 2018: XL Energy: Agent XL (Kurzfilm)
- 2019: Zombie Tidal Wave
- 2021: Swim – Schwimm um dein Leben! (Swim)
- 2022: Nix
- 2022: Crown Prince of Christmas (Fernsehfilm)
- 2023: Butch vs. Sundance
- 2023: Blind Waters
- 2023: Dante’s Hotel
- 2025: Great White Waters

### Produktion
- 1990: The Dead Beat Volume 1
- 1991: The Dead Beat Volume 2
- 1997: God Talk (Kurzfilm)
- 2001: The Surreal World: Tatooine Episode 1.5 (Kurzfilm)
- 2002: Scarecrow
- 2003: Scarecrow Slayer
- 2003: The Revolting Dead
- 2011: Scream of the Banshee (Fernsehfilm)
- 2011: Project RCVR (Fernsehserie)
- 2012: Leprechaun’s Revenge (Fernsehfilm)
- 2014: XL Energy Drink Commercial (Kurzfilm)
- 2016: Killer Deal (Kurzfilm)
- 2016: XL Commercial 2016: Dance War (Kurzfilm)
- 2016: XL Commercial 2016: Ice (Kurzfilm)
- 2017: Awaken the Shadowman
- 2018: XL Energy: Agent XL (Kurzfilm)
- 2020: Monster Hunters – Die Alienjäger (Monster Hunters)
- 2020: Apocalypse of Ice – Die letzte Zuflucht (Apocalypse of Ice)
- 2022: Nix
- 2024: Alien: Rubicon

### Filmschnitt
- 1997: God Talk (Kurzfilm)
- 2001: The Surreal World: Tatooine Episode 1.5 (Kurzfilm)
- 2017: Forgotten Evil (Fernsehfilm)
- 2020: Stalked by My Husband’s Ex (Fernsehfilm)
- 2020: Beaus of Holly (Fernsehfilm)
- 2022: Nix
- 2025: Great White Waters

### Schauspiel
- 1987: Zombie – Bloody Demons (The Video Dead)
- 2000: The Dead Hate the Living!
- 2002: Scarecrow
- 2003: The Revolting Dead
- 2003: Veronique Von Venom: Horror Hostess Hottie (Fernsehserie, Episode 1x04)
- 2013: Attila – Master of an Empire (Attila)
- 2014: Sharknado 2 (Sharknado 2: The Second One, Fernsehfilm)
- 2015: Sharknado 3 (Sharknado 3: Oh Hell No!, Fernsehfilm)
- 2016: Sharknado 4 (Sharknado: The 4th Awakens, Fernsehfilm)
- 2017: Sharknado 5: Global Swarming (Fernsehfilm)
- 2018: Sharknado 6: The Last One (The Last Sharknado: It’s About Time, Fernsehfilm)